# Brachymeria kamijoi
Brachymeria kamijoi är en stekelart som beskrevs av Akinobu Habu 1960. Brachymeria kamijoi ingår i släktet Brachymeria och familjen bredlårsteklar. Inga underarter finns listade.